# Ницы
Ницы (укр. Ниці) — село в Сереховичевской сельской общине Ковельского района Волынской области Украины.
До 2020 года входило в Старовыжевский район.
Код КОАТУУ — 0725085503. Население по переписи 2001 года составляет 343 человека. Почтовый индекс — 44433. Телефонный код — 3346. Занимает площадь 2,359 км².